# Gooikoorts
Gooikoorts is een folkfestival dat jaarlijks in het eerste weekend van juli plaatsvindt in Gooik in het Pajottenland, in het westen van de Belgische provincie Vlaams-Brabant.
Gooikoorts kwam in 2003 van de grond als opvolger van het Gooikse Feestival, dat van 1996 tot 2002 georganiseerd werd. Met zeven binnenlandse folkgroepen, gespreid over vrijdagavond en zaterdag ging de eerste editie van start.
Gooikoorts is uitgegroeid tot een internationaal milieu- en gezinsvriendelijk driedaags volksmuziekfestival. De internationale markt voor instrumentenbouwers is de grootste van de Benelux. Jaarlijks is er een wisselend aanbod van initiaties waar men een aspect uit de volksmuziek kan ontdekken. Voor kinderen is er speciale animatie. Door de coronacrisis vond het evenement in 2020 niet plaats.

## Geschiedenis
De eerste editie van dit festival ging door in 2003. Sindsdien is het festival gestaag gegroeid.
- 2003: Turdus Philomelos / Topaze / Dazibao / Touche De Beauté / Aedo / Twalseree / EmBRUN
- 2004: Madingma / Yuka / Wé-nun Henk / Tom Theuns & Soetkin Collier  / Helen Flaherty  / Amorroma / Balladeus/ Tref / JP van Hees Kwartet
- 2005: Deronderuit / Ashels / Fagoempel / Amuséon / Maggie Boyle / Sons of Navarone / Gráda / Harpazel / Mairan / Arjaun / Jean-Michel Veillon & Jamie Mc Mennemy  /Cassanova's
- 2006: Limbrant / EmBRUN  / Clochard / Maalstroom / Din Delòn / Luc Pilartz / Klakkebusse / Loubistok / Griff / 't Kliekske / The Kathryn Tickell Band  / Em Saverien
- 2007:Hotel Palindrone / Follia! / Bob, Frank & Zussen / Anna Rynefors & Erik Ask-Upmark / Carreg Lafar / Gjovalin Quartet  / Xarnège / La Cie Trad / Floes / Corou de Berra / Minuit Guibolles / Vishtèn
- 2008: The Swigshift / b-boa  / Valerio / Faust  / Orion / O'Juliette / Fiddler's Bid / Trio DCA / Roland Conq Trio / Hauman en de moeite / Naragonia met Grégory Jolivet / Väsen / Blowzabella
- 2009: Flaherty, Munnelly & Masure / Djal / Snaarmaarwaar / Benedicte Maurseth / Transkapela / Peremans & Roose / Galandum Galundaina / Belzébuth / Pennoù Skoulm / Balàfond / GÖZE / Montanaro-Cavez  / Baltic Crossing / Duo Piccard - Biget / 't Kliekske & Kadril / Liam O'Flynn & The Pipers Call Band /Tref
- 2010: Peut-Être Demain (VL) /
- 2011:
- 2012: Jamie Smith's Mabon (Wales) / Zlabya (Fr-VL) / Kardemimmit (FIN) / MANdolinMAN (VL) / Zmei Trei (RO) / Gjovalin Nonaj Trio (AL) / Korrontzi & Oinkari (Bask) / Four Wheel Drive (VL-NL-D) / Ricardo Tesi & Banditaliana (Tosc) / EmBRUN (VL) / Trio Perunika (BG) / Cocktail Diatonique (FR) / Guidewires (IRL) / Susana Seivane (Gal) / Habadekuk (DK)
- 2013:
- 2014: Hoven Droven (S) / Duo Degimbe/Gigot (WAL) / Hazelius Hedin (S) / Wör (VL) / Oratnitza (BG) / Himmerland (DK) / Brendan Begley & Caoimhín ó Raghallaigh (IRL) / Strograss (VL) / De Danann (IRL) / Stygiens (VL) / Buda Folk Band (H) / Uxía (Gal) / I Liguriani (I) / I Fratelli Tarzanelli (VL) / The Ross Ainslie and Jarlath Henderson Band (SCOT) / De Temps Antan (CAN) / Cecilia (VL)